# Unión de Iglesias Evangélicas de Prusia
La Unión de Iglesias Evangélicas de Prusia (Abrev. EKapU, APU) fue, desde 1817 una iglesia evangélica regional unionista en Prusia. Cambió su nombre en 1953 a Iglesia Evangélica de la Unión (EKU).
El 27 de septiembre de 1817, el rey Federico Guillermo III de Prusia, en su calidad de summus episcopus de las iglesias protestantes de su reino, decretó la unificación de las comunidades calvinistas y luteranas en una "Iglesia Unida". El rey prusiano había llegado a la conclusión de que las divergencias entre la Iglesia Evangélica Reformada (Hugonotes, súbditos de los Hohenzollern, habitantes del bajo Rin y las regiones de Hunsrück, Bergisches y Siegerland) y la Iglesia Evangélica Luterana, estaban anticuadas. Ya antiguamente su antepasado el Gran Elector Federico Guillermo I de Brandeburgo, en la “discusión religiosa de Berlín” había intentado superar la dicotomía intraprotestante con el Unionismo.
El término altpreußisch (viejo prusiana) se refería al territorio de la "antigua" Prusia antes de 1866, porque ni las Landeskirchen de Hesse-Kassel, Nassau y Fráncfort del Meno ni las iglesias luteranas de Schleswig-Holstein y Hannover, anexionadas después de la guerra austro-prusiana de 1866, habían sido incorporadas a la Landeskirche prusiana.

## Historia

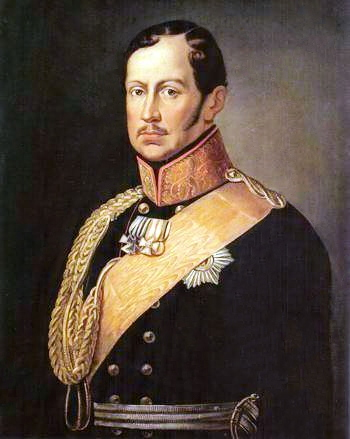
Federico Guillermo III, el Iniciador de la Unión

Prusia (con división provincial) dentro de la Confederación Alemana 1817

La iglesia fue fundada en 1817 y en el transcurso de la historia cambió varias veces de nombre. En 1821 se llamó  Evangelische Kirche in Preußen (Iglesia Evangélica de Prusia), pero tras el resurgimiento de varias iglesias autónomas a mediados del siglo XIX, especialmente la Altlutheraner (antigua iglesia luterana), a partir de 1845 se llamaron Evangelische Landeskirche in Preußen (Iglesia evangélica estatal en Prusia).
En 1866, Prusia, tras la victoria en la  guerra austro-prusiana, se anexionó los estados de Hannover, Hesse-Kassel y Holstein. En consecuencia, desde 1875 la antigua iglesia regional prusiana se llamaba oficialmente la Evangelische Landeskirche der älteren Provinzen Preußens (Iglesia Evangélica de las Provincias antiguas de Prusia).
En 1918, tras la derrota en la Primera Guerra Mundial el rey de Prusia, Guillermo II tuvo que abdicar, y consecuentemente, terminó su gobierno sobre la iglesia del país. Por lo tanto, desde 1922 nace un nuevo orden en la iglesia y un nuevo nombre Evangelische Kirche der altpreußischen Union (EKapU o APU). Las provincias eclesiásticas también fueron democratizadas.